# Helotium cribrosum
Helotium cribrosum är en svampart som först beskrevs av Robert Kaye Greville, och fick sitt nu gällande namn av Miles Joseph Berkeley 1871. Helotium cribrosum ingår i släktet Helotium och familjen Helotiaceae.   Inga underarter finns listade i Catalogue of Life.